# Planeta Eskoria
Planeta Eskoria — четвёртый студийный альбом испанской ска-панк группы Ska-P, вышедший в 2000 году. Не менее четырёх песен с этого альбома посвящено бедственному положению иммигрантов.
Видеоклипы в поддержку альбома: «Derecho de admisión» и «Planeta Eskoria (en vivo)».

## Список композиций
1. «Planeta Eskoria» (Планета Эскория)[4] — 4:19
2. «Vergüenza» (Позор) — 3:51
3. «Como me pongo» (Как мне…) — 2:44
4. «El Autentico» (В Настоящее) — 3:40
5. «Naval Xixón» — 3:33
6. «La mosca cojonera» — 3:56
7. «Eres un@ más» (Ты — ещё один)[5] — 4:16
8. «Derecho de Admisión» (Право на вход) — 5:30
9. «A la mierda» (К чёрту) — 3:53
10. «ETTs» — 4:07
11. «Lucrecia» (Лукреция) — 4:28
12. «Tío Sam» (Дядя Сэм) — 4:21
13. «Violencia Machista» (Насилие мачо) — 4:11
14. «Mestizaje» (Скрещивание) — 4:30

бонусные видео:
- Cannabis (Directo) — 4:11
- Paramilitar — 8:16